# نیواینگتون، جورجیا
نیواینگتون (به انگلیسی: Newington) یک شهر در ایالات متحده آمریکا است که در شهرستان اسکرون، جورجیا واقع شده‌است. نیواینگتون ۲٫۱ کیلومتر مربع مساحت و ۲۷۴ نفر جمعیت دارد و ۴۳ متر بالاتر از سطح دریا واقع شده‌است.